# Melanosom
Melanosom  ali melaninsko zrnce je organel, ki ga najdemo v živalskih celicah in je mesto za sintezo, shranjevanje in transport melanina, enega najpogostejših pigmentov v živalskem kraljestvu. Melanosomi so v živalskih celicah in tkivih odgovorni za dajanje barve in zaščito pred svetlobo. Najdemo jih v celicah, ki se imenujejo melanocite, pigment melanin pa prenašajo tudi v drug celični tip, keratinocite. Pri nižjih vretenčarjih so organeli prisotni v melanoforah in kromatoforah.

## Zgradba
Melanosomi so razmeroma veliki organeli, saj v premeru merijo vse do 500 mikrometrov. Omejeni so z lipidnim dvoslojem in so večinoma zaokrožene, nekoliko podolgovate oblike, ki je stalna ter vrstno in celično specifična. Pri opazovanju z elektronskim mikroskopom je razvidna njihova karakteristična ultrastruktura, ki je odvisna od melanosomove stopnje razvoja, zaradi česar v raziskavah pogosto organele številčijo po njihovi razvitosti.

## Sinteza melanina
Pigmente, ki se nahajajo v melanosomih, sintetizirajo določeni encimi; še posebej pomembne so tirozinaze, ki v celicah sintetizirajo velike polimere melaninskih molekul. Melanosomu, ki še ne vsebuje dovolj velikih količin pigmenta, da bi bil viden s tehnikami svetlobne mikroskopije, pravimo premelanosom.
Okvara ali odsotnost melanin-sintetizirajočih encimov (kot recimo pri bolezenskem stanju Chédiak-Higashijevemu sindromu) lahko vodi do različnih tipov albinizma.

## Melanosomi in psevdopodiji
V nekaterih melanocitah so melanosomi nepremični. Drugje pa celice melanosome premikajo s pomočjo posebnega celičnega gibanja, iztezanja posameznih celičnih delov in posledične tvorbe tako imenovanih psevdopodijev, ki prenašajo melanosome iz sredinskega dela melanocit v periferije. Na tak način se poveča sposobnost celice za absorpcijo svetlobe.
Ta psevdopodijski proces se v odvija tudi v kožnih melanocitah kot odziv na obsevanje z ultravijolično svetlobo in proizvodnjo novih melanosomov. Gibanje teh organelov je ključno pri prenašanju melanosomov bližnjim keratinocitam, ki so tipične površinske kožne celice. Prenos se zgodi, ko keratinocita zajame končni del psevdopodija melanocite, ki vsebuje določeno število melanosomov. Za prenašanje veziklov do sredinskega območja keratinocitov poskrbijo citoplazemski dineini, ki s tem zagotovijo optimalno zaščito pred UV sevanjem. Končni rezultati teh procesov so dobro vidni pri sončenju človeške kože, ki spremeni svojo barvo po daljši izpostavljenosti sončni svetlobi, v kateri je vselej prisoten UV spekter.

## V živalih
V mnogih živalskih vrstah (še posebej pri ribah, dvoživkah, rakih in plazilcih) so melanosomi dinamične strukture, ki se pogosto premikajo po celici. Na njihov transport vplivata hormonalni in živčni sistem, ki povzročata spremembo barve, kar živali uporabljajo pri signalizaciji in zaščiti pred svetlobo.
Melanosomi nekaterih ribjih vrst vsebujejo pigmente, ki nadzorujejo barvo ribjih lusk. Molekularni mehanizmi, ki jih sprožijo specifične signalne molekule, bodo prenesli melanosome (s pripadajočimi pigmenti) v celično periferijo ali jih zbrali v sredinskem delu melanocite. Glavne beljakovine takšnega tipa so dineini, ki so odgovorni za povišanje koncentracije melanosomov v centralnem delu celice. Disperzijo melanosomov v celične periferije povzročajo beljakovine kinezini, ki premikajo snovi vzdolž mikrotubulov. Če so melanosomi zbrani v sredinskem delu celice, bo ta na pogled svetlejša, nasprotno bodo melanosomi v periferijah vodili v celice temnejših odtenkov.
Nedavno so melanosome odkrili tudi pri pajkih. Hipne barvne spremembe pri glavonožcih (denimo hobotnicah in lignjih) temeljijo na drugačnem sistemu, v katerem imajo glavno vlogo kromatoforni organi.

## V fosilih
Raziskave iz leta 2008, ki jih je izvedel kitajski paleontolog Xu Xing, obravnavajo fosilna peresa, najdena v skalah starosti od 200 do 150 milijonov let in od 66 do 2 milijonih let, kar jih uvršča v obdobja jure, paleogena in neogena. Peresa vsebujejo ohranjene ogljikove ostanke, za katere so prej domnevali, da so zgolj ostanki bakterij, ki so izvajale dekompozicijo tkiva peres. Strokovnjaki so ugotovili, da temu ni tako, saj so ostanki organski odtisi mikroskopskih velikosti fosiliziranih melanosomov. Nekateri izmed njih so še vedno ohranili približek barve tipičnega peresa. Predvideva se, da se bo fosilne melanosome lahko uporabljalo pri raziskovanju pigmentacije dinozavrov in drugih mezozojskih vretenčarjev. Tako so na primer melanosome že uporabili pri ugotavljanju barve fosilnega letečega dinozavra vrste Anchiornis huxleyi.